# La Horde (film, 2009)
Pour les articles homonymes, voir La Horde.
Pour plus de détails, voir Fiche technique et Distribution.
La Horde est un film d'horreur français, réalisé par Yannick Dahan et Benjamin Rocher, sorti en 2009. Il est présenté à la Mostra de Venise en septembre 2009.

## Synopsis
À la suite de la mort de l'un des leurs, assassiné par un gang, un groupe de policiers fait une descente dans un immeuble pour venger leur camarade ; mais le raid est un échec et ceux-ci sont faits prisonniers après que la moitié de l'équipe a été abattue. Cependant, alors qu'ils sont sur le point d'être exécutés, se font entendre d'étranges cris dans l'immeuble. Les morts se relèvent et passent à l'attaque. Truands et policiers vont devoir s'allier pour faire face à la horde de zombies.

## Fiche technique
Sauf indication contraire, les informations mentionnées dans cette section peuvent être confirmées par la base de données cinématographiques IMDb,  présente dans la section « Liens externes ».
- Réalisation : Yannick Dahan, Benjamin Rocher
- Scénario : Yannick Dahan, Benjamin Rocher, Stéphane Moïssakis, Arnaud Bordas
- Musique originale : Christopher Lennertz
- Décors : Jérémy Streliski
- Photographie : Julien Meurice
- Montage : Dimitri Amar
- Production : Raphaël Rocher
- Budget : 2 000 000 €[1]
- Langue originale : français
- Format : couleur — 2,35:1
- Genre : film de zombies, horreur, action, thriller
- Durée : 90 minutes (version cinéma) ; 101 minutes (version intégrale)
- Date de sortie[2] :
  - Italie : septembre 2009 (Mostra de Venise)
  - France : 10 février 2010
- Classification :
  - France : interdit aux moins de 12 ans avec avertissement

## Distribution
- Claude Perron : Aurore
- Jean-Pierre Martins : Ouessem
- Eriq Ebouaney : Adewale
- Yves Pignot : René
- Doudou Masta : Bola
- Jo Prestia : Greco
- Antoine Oppenheim : Tony
- Aurélien Recoing : Jimenez
- Laurent Demianoff : Kim
- Sébastien Peres : Seb
- Alain Figlarz : le concierge

## Réception critique
La réception critique du film a été globalement mauvaise. Studio Ciné Live évoque l'« échec » de ce film « bien français ». Le mensuel met en cause la qualité des dialogues « pauvres et orduriers, la mise en scène proche du jeu vidéo, les acteurs mauvais ». L'Express relève que le film partait d'une bonne idée mais qu'elle est affaiblie par la réalisation, jugée « brouillonne ». Le Parisien y voit un film « primaire » mais « efficace », gâté par « la faiblesse des moyens et des dialogues ». Première déplore un film « ni fait ni à faire », sans « hauteur de vue », qui a oublié de « raconter une histoire ». Le journal souligne également la mauvaise prestation des acteurs (à l'exception d'Yves Pignot – dont Télérama vante également le travail) et la faiblesse de leurs personnages, dont aucun « n'échappe aux stéréotypes ». L'Écran fantastique regrette que le ton du film ne soit pas trouvé, puisqu'il se situe entre « le sérieux mal joué digne d'une mauvaise série policière française, et un humour outré qui est loin d'être aussi efficace que celui du culte Shaun of the Dead ». Le journal spécialisé relève les « maladresses et approximations narratives », et s'interroge également sur le manque d'originalité du film et sur ses nombreux emprunts, qui « s'apparentent presque au plagiat ». Le Monde regrette de ne pas retrouver les deux qualités essentielles aux bons films d'horreur : la terreur qu'inspire la mécanisation des corps, et le sous-texte social que peut offrir le genre. Le quotidien relève que l'inscription du récit dans le décor de la banlieue n'ouvre pas à un quelconque « souci documentaire », et déplore la piètre caractérisation des zombies, impersonnels et indéfinis. Le quotidien n'y voit donc qu'un « film de fans, qui s'amuse avec le genre de manière un peu vaine sans que les effets de distanciation (humour potache, clins d'œil au cinéma français des années cinquante, truculence de certains personnages) ne l'enrichissent ni ne le renouvellent ».
Plus nuancés, Les Inrockuptibles qualifient le projet de « brutal », « violent et rigolo », dont il ne faut pas attendre grand chose. La revue Positif (à laquelle collabore l'un des deux réalisateurs) relève la mauvaise qualité des dialogues mais tempère son jugement en vantant l'énergie de ce « récit bulldozer ». L'hebdomadaire Télérama déplore la piètre qualité de la scène d'ouverture, jugée « digne d'une mauvaise série policière », mais souligne que le film se rattrape peu à peu et finit par trouver le « bon tempo ». Un journaliste de Libération — qui révèle dans son article avoir contribué financièrement au projet, comme 470 autres cinéphiles — explique sa déception face au film, efficace dans les scènes d'action mais plombé par ses « dialogues hasardeux et des comédiens en roue libre ».

## Autour du film
- Pour jouer la horde de zombies, 300 figurants bénévoles ont été recrutés par le biais d'Internet.
- La Horde est la suite d'un court métrage également réalisé par Yannick Dahan et Benjamin Rocher, Rivoallan.
- Le site Motion Sponsor a offert aux internautes la possibilité de boucler le financement de la production du film. Ils ont été 468 à participer à hauteur de 47 000 €[14].
- Le film a reçu le prix Syfy Universal à la 17e édition de Fantastic'Arts.
- Le film a reçu un budget de 2 millions d'euros.
- Le film s'est très bien vendu en Angleterre, Italie et Japon.
- La destruction sauvage du personnage joué par Joe Prestia renvoie bizarrement au film Irréversible où il campait un odieux violeur qui échappe à la justice.

## Lieux de tournage
Les scènes d'extérieurs ont été tournées dans le quartier de la Forestière à Clichy-sous-Bois et le reste dans un ancien entrepôt des Galeries Lafayette, sur l'Île-Saint-Denis, dans lequel les intérieurs ont été construits.